# Tjastnaja zjizn
Tjastnaja zjizn (russisk: Частная жизнь) er en sovjetisk spillefilm fra 1982 af Julij Rajzman.

## Medvirkende
- Mikhail Uljanov som Sergej Nikititj Abrikosov
- Iya Savvina som Natalia Ilinitjna
- Irina Gubanova som Nelli Petpovna
- Tatjana Dogileva som Vika
- Aleksej Blokhin som Igor